# Svensk science fiction
Svensk science fiction har genom åren fört en relativt undanskymd tillvaro. Dock har flera mer kända svenska författare, som Karin Boye, P. C. Jersild, Ivar Lo-Johansson, Harry Martinson och Pär Rådström skrivit enstaka böcker inom genren, medan författare som Lars Jakobson, Sam J. Lundwall, Bertil Mårtensson, Peter Nilson och Sven Christer Swahn inte haft något emot att karaktäriseras som främst eller delvis sf-författare.

## Böcker och tidskrifter
Boken Oxygen och Aromasia, som utkom 1878 och var skriven av Claes Lundin, anses vara den första moderna science fiction-boken. På 1910-talet började Otto Witt sin verksamhet. Han publicerade flera sf-romaner, främst inspirerade av Jules Verne, och gav ut tidskriften Hugin, som har hävdats vara världens första science fiction-tidskrift, även om merparten av innehållet snarast bestod av populärvetenskapliga artiklar. Utgivningen sköttes helt av Witt, som inte bara var redaktör utan även skrev alla artiklarna.
Under 1920- och 1930-talen översattes bland andra H.G. Wells och Olaf Stapledon till svenska. Den ryskfödde journalisten Vladimir Semitjov (far till journalisten, illustratören och författaren Eugen Semitjov) utgav två sf-romaner för ungdom, 43.000.000 mil genom världsrymden och Mot slocknande solar, och ett fåtal andra inhemska sf-romaner riktade till främst yngre läsare utkom.[källa behövs] 1940 startades veckonovelltidningen Jules Verne-Magasinet, från början med enbart sf-noveller i översättning från amerikanska magasin. Gradvis övergick dock tidskriften till att publicera också idrotts-, deckar- och andra noveller.[källa behövs] Utgivningen fortsatte fram till 1947.[källa behövs]
Året 1940 gav även Karin Boye ut sin roman Kallocain, som handlar om en totalitär framtidsstat. Bland andra kända svenska författare, som givit ut böcker inom genren, märks Harry Martinson med Aniara, som handlar om ett rymdskepp på drift och gavs ut 1956 och Ivar Lo-Johansson med Elektra: Kvinna år 2070 utgiven 1967, en socialistisk utopi baserad på en bok av Edward Bellamy. Dessa utopi/dystopi-teman har kommenterats av den tyska författaren Ulrike Nolte (2002). Senare har framför allt P. C. Jersild, Peter Nilsson och Lars Jakobson skrivit uppmärksammade science fiction-romaner.
År 1954 startades novelltidskriften Häpna!, med främst översatt sf-novellistik från USA och England; fram till nedläggningen 1965 debuterade där även många av de mer kända svenska renodlade science fiction-författarna, bl.a. Bertil Mårtensson, Sam J. Lundwall och Dénis Lindbohm. Mellan 1958 och 1960 hade magasinet konkurrens av en kvalitetsmässigt överlägsen svensk upplaga av det amerikanska sf-magasinet Galaxy Science Fiction.
Några år senare, 1969 började Jules Verne-Magasinet att ges ut igen, nu i ny form, denna utgivning har sedan dess fortsatt i varierande former. Under åren 1982 till 1987, samt återigen från och med år 2004, med konkurrens av kvartalstidskriften Nova science fiction. Jules Verne-Magasinet lades ned 2010.
1958 började Sam J. Lundwall ge ut sitt fanzine Science Fiction-Nytt vilket var början på en lång karriär inom science fiction. Han har skrivit ett stort antal böcker, översatt ännu fler varav många publicerades på hans eget förlag Delta Förlag och i övrigt legat bakom mycket av vad som hänt inom svensk science fiction sedan dess.
Jan Guillou har även skrivit en science fiction-text vid namn Gudarnas Berg (1990).
Om hur science fiction introducerades i Sverige under 1950-talet handlar Jerry Määttäs 600 sidor doktorsavhandling Raketsommar (2006). Määttä noterar att före 1950 var science fiction-litteratur relativt sparsamt i omlopp i Sverige. Detta menar han hade sin grund i den mycket negativa bild som kritiker och vanligt folk hade av genren just i Sverige. En relativt utförlig historik över science fiction-utgivningen i Sverige, och om svenska sf-verk, finns i John-Henri Holmbergs Inre landskap och yttre rymd (2002–2003). På svenska utgiven science fiction förtecknas, tillsammans med fantasy- och skräcklitteratur, i Sam J. Lundwalls Bibliografi över science fiction och fantasy på svenska; den senaste upplagan utkom 1996.
Bland svensk science fiction i tv-serie-format kan nämnas den postapokalyptiska Svenska slut från 2002, och robotserien Äkta människor från 2012.

## Föreningar
Det finns ett antal föreningar inom svensk science fiction, bland annat Skandinavisk Förening för Science Fiction (hela Skandinavien, men i huvudsak Stockholm), Club Cosmos (Göteborg), Linköpings Science Fiction-Förening (Linköping), Sigma TC (Nacka och Saltsjöbaden), Section 42 (Stockholm) och Europeisk Förening för Science Fiction (Uppsala), utöver detta finns föreningar för personer som gillar Star Trek ("Trekkies") och Babylon 5.